# Cnaeus Cornelius Scipio Hispallus
Cnaeus Cornelius Scipio Hispallus (†Cumae, Kr. e. 171) római politikus, a patricius származású Cornelia gens tagja volt.
A Kr. e. 259-ben consuli hivatalt viselt Lucius Cornelius Scipio csak névről ismert, Lucius nevű fiának gyermeke, Scipio Africanus unokatestvére volt. Kr. e. 179-ben praetor volt, Kr. e. 176-ban pedig Quintus Petillius Spurinus kollégájaként consuli hivatalt viselt. Még ebben az évben elesett, lebénult, és valamivel később Cumae városában meghalt.
Cnaeus nevű fia Kr. e. 149-ben követségben járt Karthágóban, Kr. e. 139-ben pedig praetorként kitiltotta az összes asztrológust Rómából. Unokáját szintén Cnaeusnak hívták, róla Valerius Maximustól tudunk, de csupán annyit, hogy erkölcstelen életvitele miatt a senatustól nem kapta meg a számára kisorsolt tartományt.

## Külső hivatkozások
- Dictionary of Greek and Roman Biography and Mythology. Szerk.: William Smith. Boston, C. Little & J. Brown, 1867.
Elérhető a Michigani Egyetem Könyvtárának honlapján: I. kötet (A–D); II. kötet (E–N); III. kötet (O–Z).

| Elődei: Caius Claudius Pulcher és Tiberius Sempronius Gracchus | Consul i. e. 176 collega: Quintus Petillius Spurinus | Utódai: Caius Valerius Laevinus és Quintus Petillius Spurinus |